# Efekt Schwarzschilda
Efekt Schwarzschilda – zakłócenie proporcjonalności pomiędzy czasem i skutecznością naświetlania (jedna działka przysłony = 2x mniej (lub więcej) czasu), zbadane w 1899 roku przez pioniera astrofizyki Karla Schwarzschilda. Efekt ten występuje przy bardzo krótkich i bardzo długich czasach naświetlania materiału światłoczułego - potrzeba wtedy dłuższej ekspozycji niż wynikałoby to z obliczeń, lub wskazań światłomierza. W przypadku filmów kolorowych efekt Schwarzschilda dotyczy każdej warstwy światłoczułej indywidualnie. Jeżeli poszczególne warstwy w innym stopniu ulegają efektowi dodatkowo dochodzi do pojawienia się przebarwień. Aby im zapobiec należy stosować odpowiednie filtry. Informacje dotyczące efektu Schwarzschilda (w tym wielkość korekty ekspozycji oraz wymagane filtry) dla konkretnego filmu można znaleźć w materiałach udostępnianych przez producenta: ulotkach, katalogach, stronach WWW; zwykle nie ma tych danych na pudełku filmu.